# خوسيه دياز (ممثل)
خوسيه دياز (بالإسبانية: José Díaz Morales)‏ (و. 1908  م) هو ممثل، ومخرج أفلام، ومنتج أفلام، وكاتب سيناريو، وممثل تلفزي إسباني، ولد في توليدو، أوهايو.

## وصلات خارجية
- خوسيه دياز على موقع IMDb (الإنجليزية)
- خوسيه دياز على موقع أول موفي (الإنجليزية)
- خوسيه دياز على موقع قاعدة بيانات الفيلم (الإنجليزية)
- خوسيه دياز على موقع كينوبويسك (الروسية)